# Cadillac DTS
Pour les articles homonymes, voir DTS.
Lancée en 2005 en remplacement de la célèbre DeVille, la  Cadillac DTS est devenue le vaisseau amiral de la marque outre-Atlantique. En effet, cette berline de 5,27 m de long est exclusivement vendue en Amérique du Nord.
Son appellation reprend l'abréviation de DeVille Touring Sedan, l'appellation de la version typée sport de l'ancienne DeVille
C'est le modèle qui a servi de base pour la voiture officielle du président des États-Unis utilisée par George W. Bush.
Cadillac a arrêté la production de la DTS en mai 2011.

## Production et spécifications
La DTS à traction avant a été fabriqué à l'usine d'assemblage GM Detroit / Hamtramck de juillet 2005 à mai 2011. Le prix de base de la DTS d'entrée au moment de son introduction était de 41 195 $ US (53 928 $ en dollars courants), soit 10% de moins que le modèle DeVille qu'elle avait remplacé. L'un des principaux changements apportés par la DeVille au DTS a été l'élimination de la configuration standard des sièges à 6 places pour les modèles non limousine. Cependant, cette capacité reste une fonctionnalité optionnelle pour les clients de la flotte. Même si elle  est moins cher que la STS à traction arrière, la DTS est plus longue que la STS. 
Le DTS possède des caractéristiques standard d'industrie, notamment plusieurs airbags, des phares DHI à décharge à haute intensité au xénon bifonctionnels, des sièges en cuir et des sièges électriques. Les options incluent le système de navigation, le Magnetic Ride Control (contrôle magnétique du trajet sur les modèles de performance uniquement), le toit ouvrant transparent, les roues chromées, les sièges chauffants / refroidissants et le volant chauffant. Une nouvelle édition DTS Platinum a été publiée en 2007 avec des garnitures intérieures spéciales, des badges et d'autres équipements de luxe.
La DTS incorpore la plate-forme G de GM mise à jour (GM a choisi de continuer à l'appeler la plate-forme K, comme indiqué par la 4ème lettre dans le VIN), et est propulsé par un V8 Northstar 32 V transversal, qui produit 275 ch (205 kW) en finitions "Standard", "Luxury" et "Premium". La DTS Platinum est équipé d'une version de 292 ch (218 kW). GM a éliminé tous les badges d'ailes GM des véhicules au cours de l'année-modèle 2010, y compris ceux de la Cadillac DTS.
Galerie photos

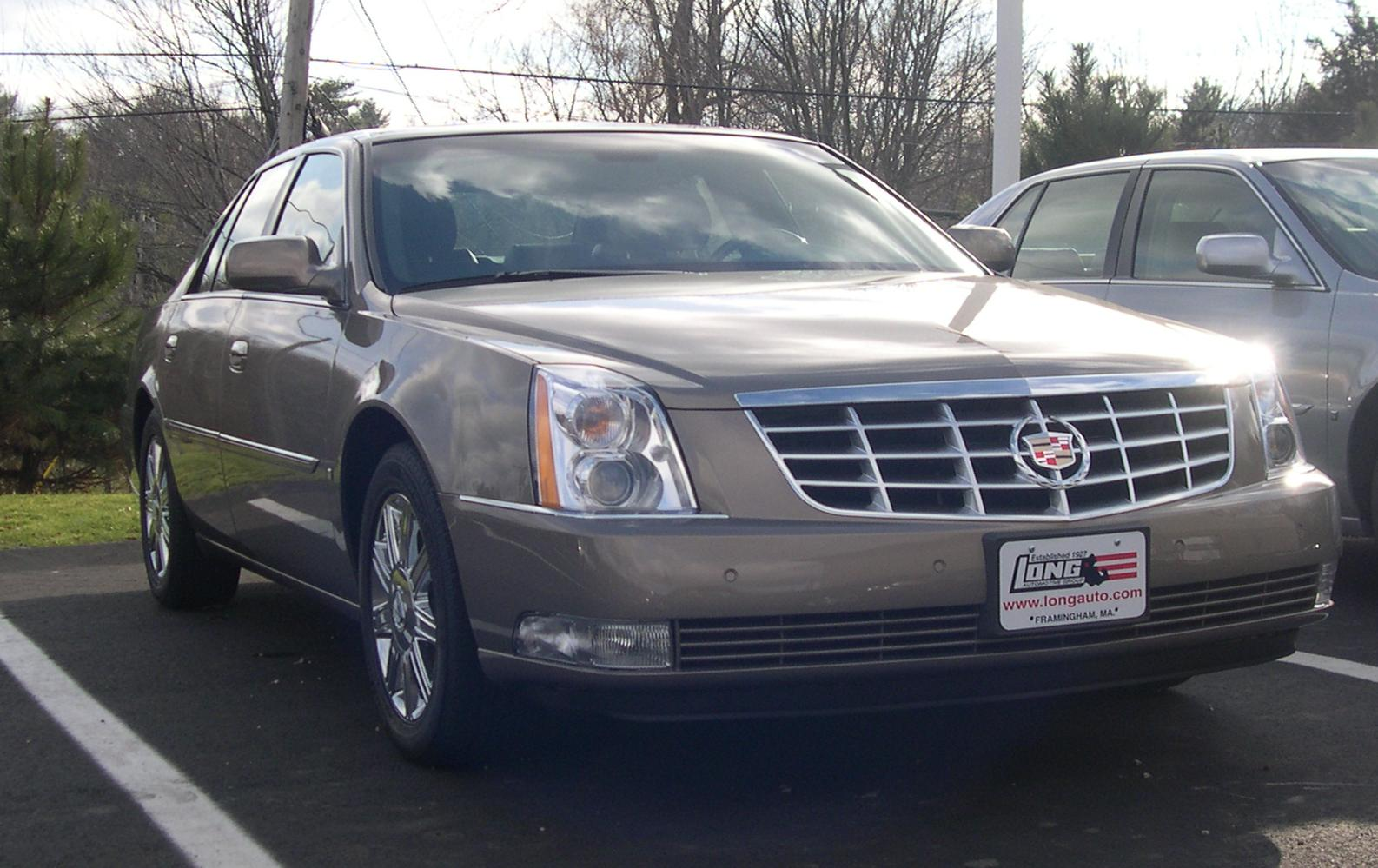
DTS
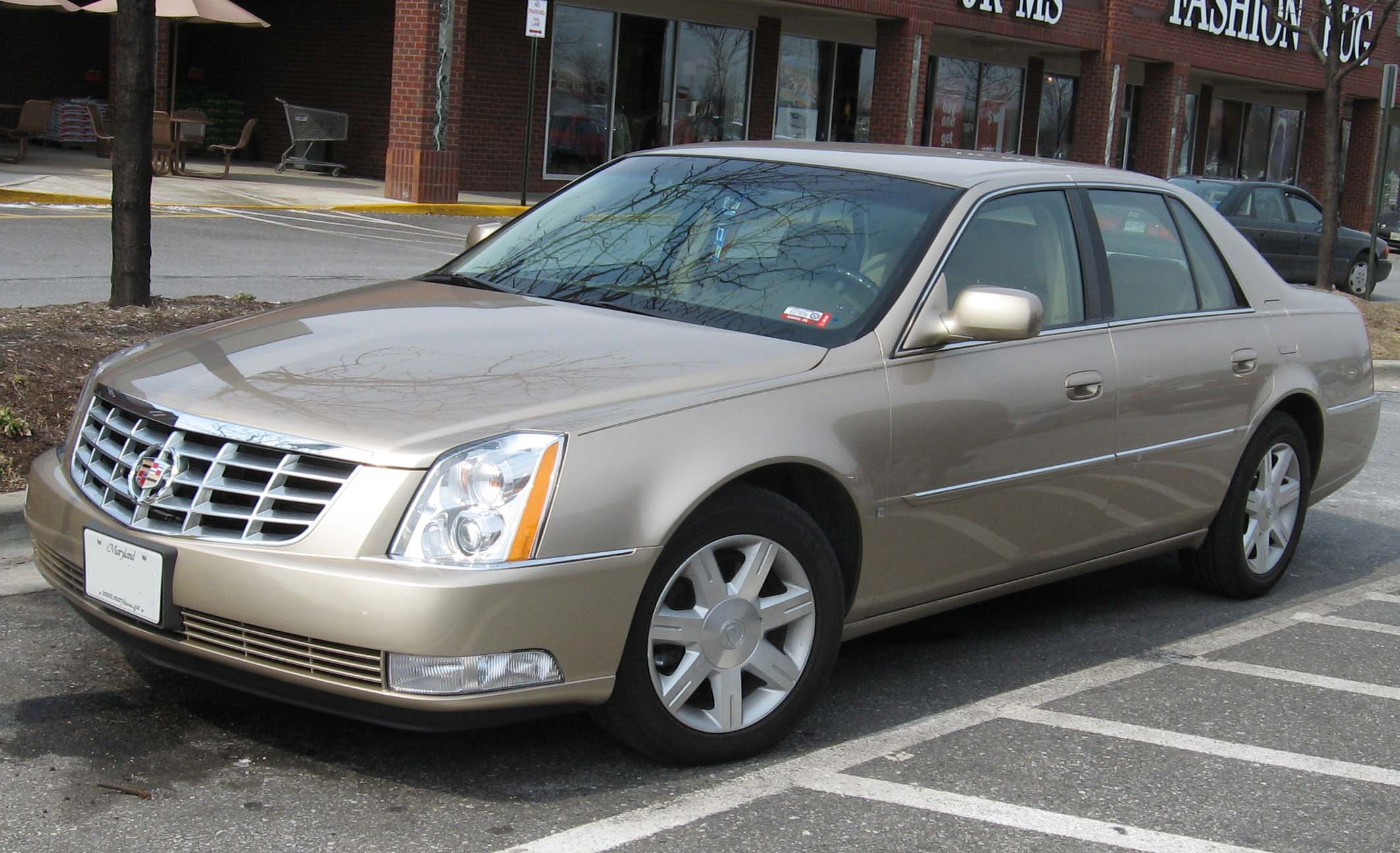
DTS
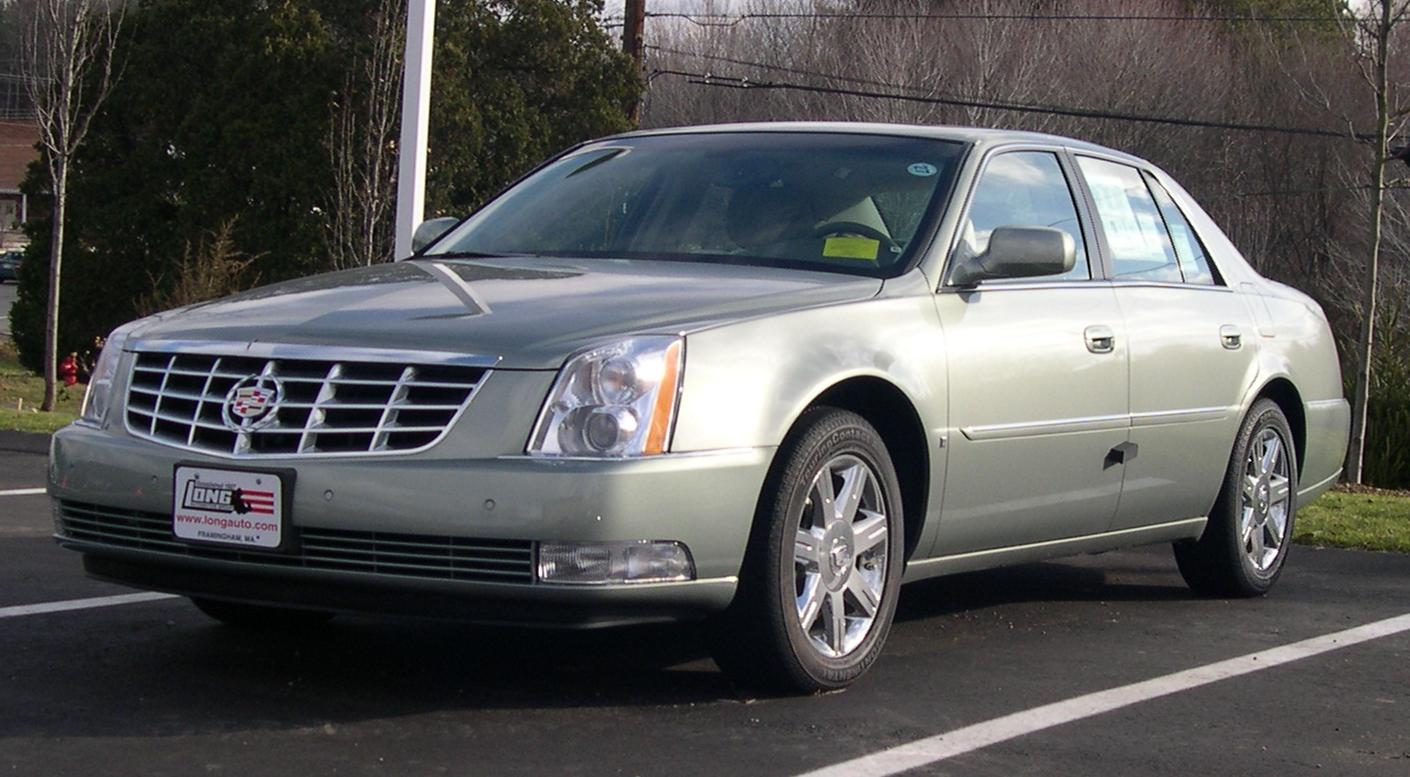
DTS
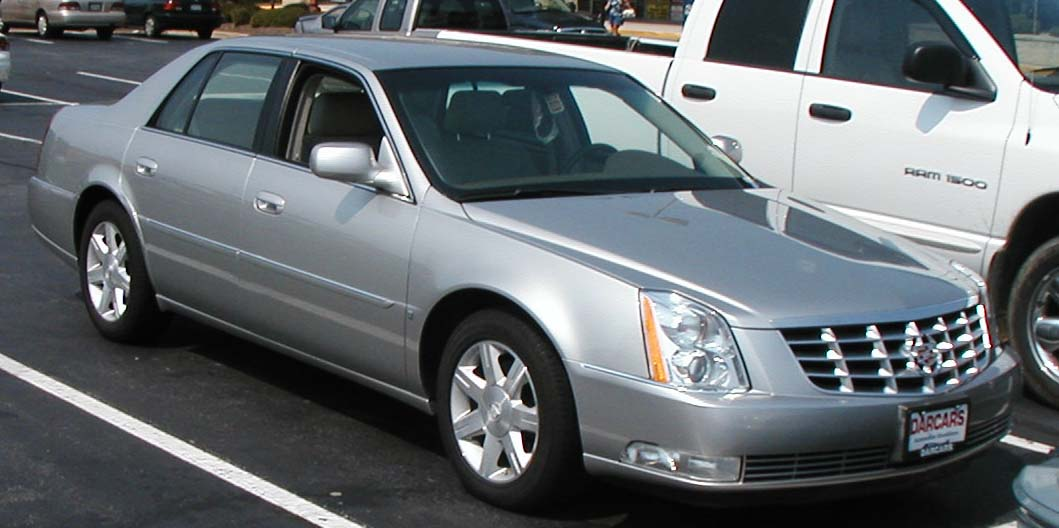
DTS

### DTS-L
Surtout pour le marché des limousines, la DTS-L légèrement étiré est sorti en novembre 2006 pour l'année modèle 2007. Développée et finie par Accubuilt, cette version était présentée comme ayant un plus grand dégagement pour les jambes à l'arrière. Les premières Cadillac DTS-L sont facilement reconnaissables par le montant arrière plus large, semblable à celui utilisé sur l'ancienne Series 75 Fleetwood. Cela a été rendu nécessaire par l'utilisation de la porte arrière de la DTS de longueur standard, qui a laissé un espace étrange entre le passage de roue arrière et la porte. En 2008, une nouvelle version, avec des portes arrière plus longues, a été introduite. Ce changement a également signifié que les piliers C sont devenus beaucoup plus minces. Malgré ces efforts, la DTS-L à faible production a rapidement disparu du marché.

#### Autres utilisations
La DTS était disponible en tant que châssis «carrossier» pour la conversion du marché secondaire en limousines ou corbillards. Le modèle limousine a été désigné V4U et le modèle corbillard a été désigné B9Q. Ceux-ci n'étaient disponibles que pour les fabricants nommés Cadillac Master Coachbuilders, ce qui signifie qu'ils étaient certifiés par General Motors pour les modifier. Le châssis carrossier est une voiture incomplète, sans portes arrière, coffre, pare-brise arrière et autres pièces non utilisées lors de la conversion. Ces modèles comprenaient également 8 roues à crampons, des composants de suspension améliorés, ainsi qu'un refroidisseur de transmission.

### Fin de production
La dernière DTS est sorti de la chaîne de montage à 11 h 51 le 27 mai 2011.

## Voiture d'État présidentielle
Un véhicule blindé spécialement conçu et équipé avec un style DTS et un toit élevé monté sur un châssis à quatre roues motrices GM a fait ses débuts lors de la deuxième inauguration du président américain George W. Bush, qui a également servi de début pour la DTS avant son début officiel au Chicago Auto Show. Alors que les détails du véhicule modifié, nommé "Stagecoach", restent classés, les précédents véhicules de ce type indiquent qu'il aurait été amélioré avec des blindages et des fonctions de sécurité avancés afin de protéger le président de diverses menaces.
Les DTS blindés plus courtes sont également les voitures des vice-président américains aux États-Unis au moins depuis 2010.
Une DTS modifié a également été utilisé par l'ancien Premier ministre du Canada, Stephen Harper.
Galerie photos

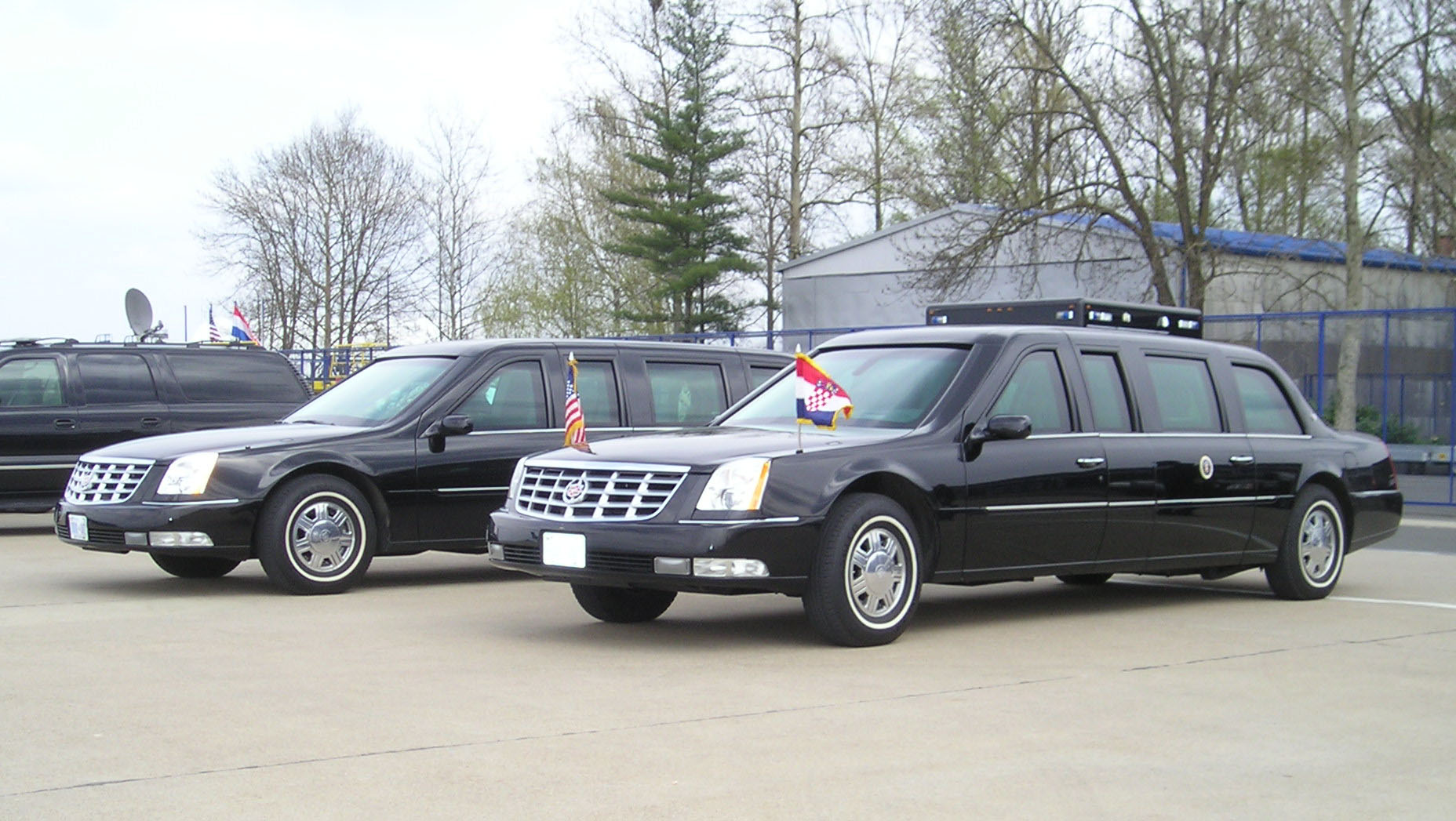
Voitures officielles du président des États-Unis
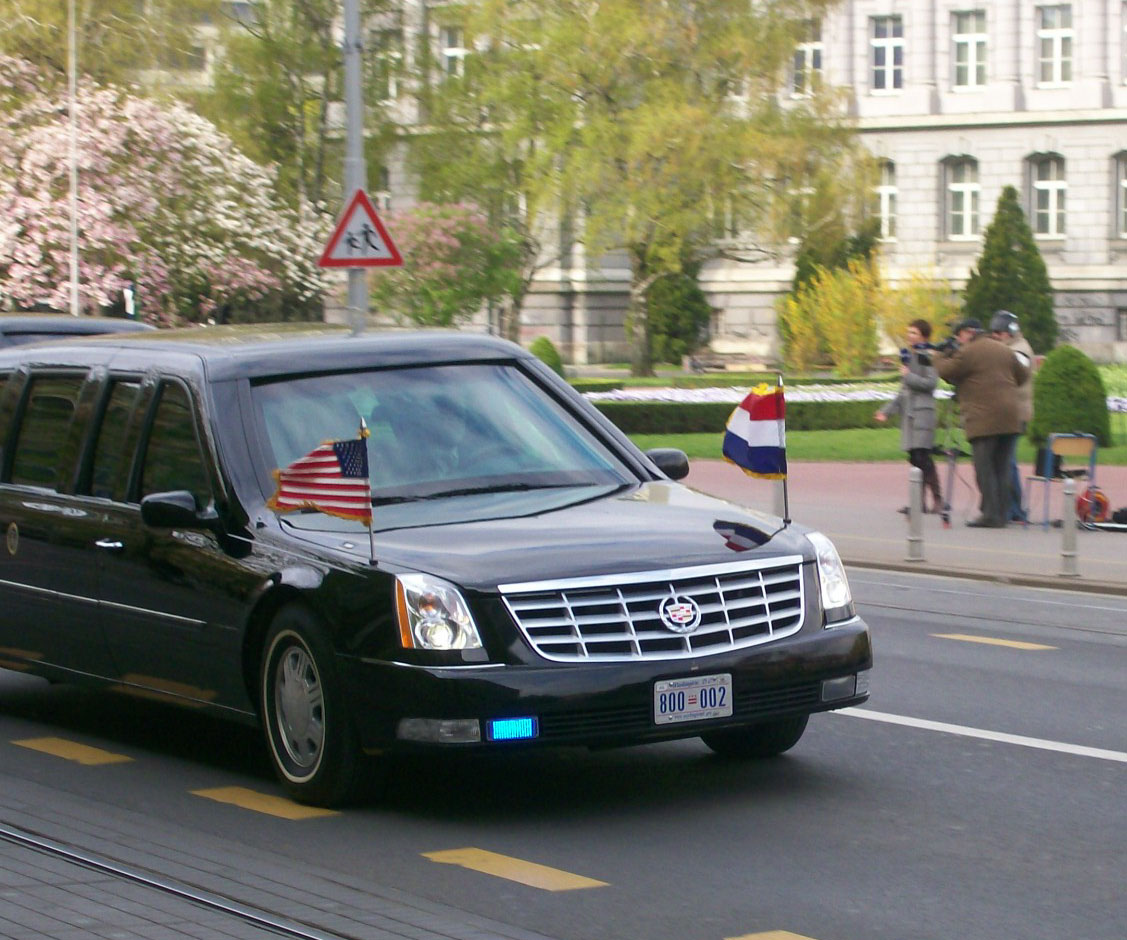
Voiture officielle du président des États-Unis

## Motorisations
La DTS est motorisée par deux blocs essences :
- V8 4.6 L 275 ch.
- V8 4.6 L 292 ch.

Elle dispose d'une boîte auto à quatre rapports.

## Ventes américaines annuelles
| Année civile | Ventes totales |
| ------------ | -------------- |
| 2005         | 23,322         |
| 2006         | 58,224         |
| 2007         | 51,469         |
| 2008         | 30,479         |
| 2009         | 17,330         |
| 2010         | 18,640         |
| 2011         | 11,589         |
| 2012         | 465            |

## Prochaine génération
La prochaine berline Cadillac à traction avant full-size était la XTS qui a été mise en vente en juin 2012 en tant que modèle 2013. Une deuxième berline full-size, la CT6 à traction arrière, a été ajoutée à la gamme en 2016.
Avant la faillite, GM avait envisagé une berline à propulsion arrière, propulsée par le nouveau moteur Ultra V8 (en remplacement du Northstar), pour s'incliner en 2010. GM a par la suite arrêté le développement de nouveaux modèles nord-américains basés sur Zeta et annulé le moteur Ultra V8,.